# 竇照
窦照（?—?），西魏驸马，西魏、隋朝时官员。
窦照娶西魏文帝女义阳公主，在北周担任大将军、开府仪同三司、蜀郡太守、河州、渭州、成州三州刺史、钜鹿恭公。他的父亲窦毅，是宇文泰的女婿。窦照在隋朝取代北周之前去世，其子窦彦出生于555年，在父亲去世后袭爵钜鹿郡开国公。窦彦的儿子窦德明、窦德素、窦德沖、窦德玄、窦德远、窦德洽。